# 광부의 딸
《광부의 딸》(영어: Coal Miner's Daughter)은 미국에서 제작된 마이클 앱티드 감독의 1980년 전기 뮤지컬 영화이다. 시시 스페이섹 등이 출연하였고, 버나드 슈워츠 등이 제작에 참여하였다. 조지 베시가 쓴 동명의 1976년 로레타 린 전기가 원작이다. 2019년 미국 국립영화등기부에 등재되었다.

## 줄거리
1945년, 13세 로레타 웹은 밴 리어의 광부인 테드 웹의 여덟 자녀 중 한 명으로, 켄터키주 버처 홀로 (현지인들은 "부처 홀러"라고 발음)의 극심한 빈곤 속에서 아내와 함께 가족을 부양하고 있다.
1948년, 15세의 로레타는 22세의 올리버 "무니"(두리틀의 줄임말인 두라고도 불림) 린과 결혼하여 19세에 네 아이의 엄마가 된다. 가족은 북부 워싱턴 주로 이주하여 두는 산림 산업에서 일하고 로레타는 주말에 지역 혼키-통크에서 가끔 노래를 부른다. 얼마 후 로레타는 지역 라디오에 가끔 출연한다.
로레타가 25세가 되었을 때, 캐나다의 작은 레코드 레이블인 제로 레코드의 소유주인 놈 벌리가 로레타가 초기 라디오 출연 중 노래하는 것을 듣게 된다. 벌리는 부부에게 로스앤젤레스에 가서 첫 싱글인 "아임 어 혼키 통크 걸"을 만들 데모 테이프를 녹음하는 데 필요한 돈을 준다. 녹음 세션에서 집으로 돌아온 후 두는 자신과 로레타가 음반 홍보 투어를 떠날 것을 제안한다. 두는 로레타를 위해 직접 홍보 사진을 찍고, 밤늦게까지 남부 전역의 쇼 프로모터와 라디오 디스크 자키에게 편지를 쓴다. 로레타가 어머니로부터 아버지가 돌아가셨다는 긴급 전화를 받은 후, 그녀와 두는 음반, 사진, 그리고 아이들과 함께 길을 떠난다. 두 사람은 남부 전역의 라디오 방송국을 광범위하게 홍보한다.
도중에, 부부도 모르는 사이에 로레타의 첫 싱글 "아임 어 혼키 통크 걸"은 라디오와 주크박스 재생을 바탕으로 차트에 올랐고, 그녀는 그랜드 올 오프리에 출연하게 된다. 1961년 여름, 오프리에서 17주 연속 공연을 한 후, 그녀는 그날 밤 공연 후 어니스트 텁 레코드 숍의 미드나이트 잼버리에서 노래를 부르도록 초대된다. 로레타의 우상 중 한 명이자 최근 치명적인 자동차 사고로 입원했던 컨트리 슈퍼스타 팻시 클라인은 로레타에게 팻시의 최신 히트곡인 "아이 폴 투 피시스"를 음악적인 쾌유 카드로서 가수 자신에게 헌정하도록 영감을 준다. 클라인은 그날 밤 병실에서 방송을 듣고 남편 찰리 딕을 어니스트 텁 레코드 숍으로 보내 로레타를 데려와 두 사람이 만날 수 있도록 한다. 클라인과의 친밀한 우정이 이어지지만, 1963년 3월 5일 비행기 추락으로 클라인이 사망하면서 갑작스럽게 끝난다.
다음 몇 년은 눈 깜짝할 새 지나간다. 광범위한 투어, 이미지 유지, 과로, 그리고 결혼과 가족을 유지하려는 스트레스로 인해 로레타는 콘서트 시작 직전 무대에서 신경쇠약을 겪는다. 테네시주 허리케인 밀스의 목장에서 1년 동안 쉬다가 로레타는 다시 활동을 시작하여 "컨트리 음악의 퍼스트 레이디"로서의 입지를 확고히 한다.
영화는 로레타가 매진된 관객 앞에서 1970년 히트곡 "광부의 딸"을 통해 자신의 인생 이야기를 들려주는 것으로 끝난다.

## 출연진
- 시시 스페이섹
- 토미 리 존스
- 베벌리 디앤절로
- 리본 헬름
- 윌리엄 샌더슨
- 필리스 보이언스
- 로이 에이커프

## 기타 제작진
- 미술: 존 W. 코소

## 우리말 녹음
| MBC 성우진 (1984년 8월 4일) - 정희선 - 로레타 (시시 스페이섹) - 김용식 - 둘리틀 (토미 리 존스) - 정승현 - 김종성 - 안정현 - 한규희 - 김기현 - 김남수 - 김진숙 - 이성 | MBC 성우진 (1997년 7월 12일) - 송도영 - 로레타 린 (시시 스페이섹) - 박일 - 둘리틀 (토미 리 존스) - 정승현 - 박태호 - 이도련 - 이성 - 최상기 - 이미자 - 조향이 - 박조호 - 변종필 - 전수빈 - 김호성 - 박소라 - 엄현정 - 윤성혜 - 정남 |  |